# Shinya Hoshido
Shinya Hoshido (født 4. oktober 1978) er en tidligere japansk fodboldspiller.
Han har spillet for flere forskellige klubber i sin karriere, herunder Júbilo Iwata og Ventforet Kofu.